# ガールズ (アメリカのバンド)
ガールズ (Girls) は、かつてアメリカ合衆国サンフランシスコで活動していたインディー・ロック・バンド 。クリストファー・オウエンスとチェット"JR"ホワイトによる男性2人組で、2007年から2012年まで活動していた。

## 来歴

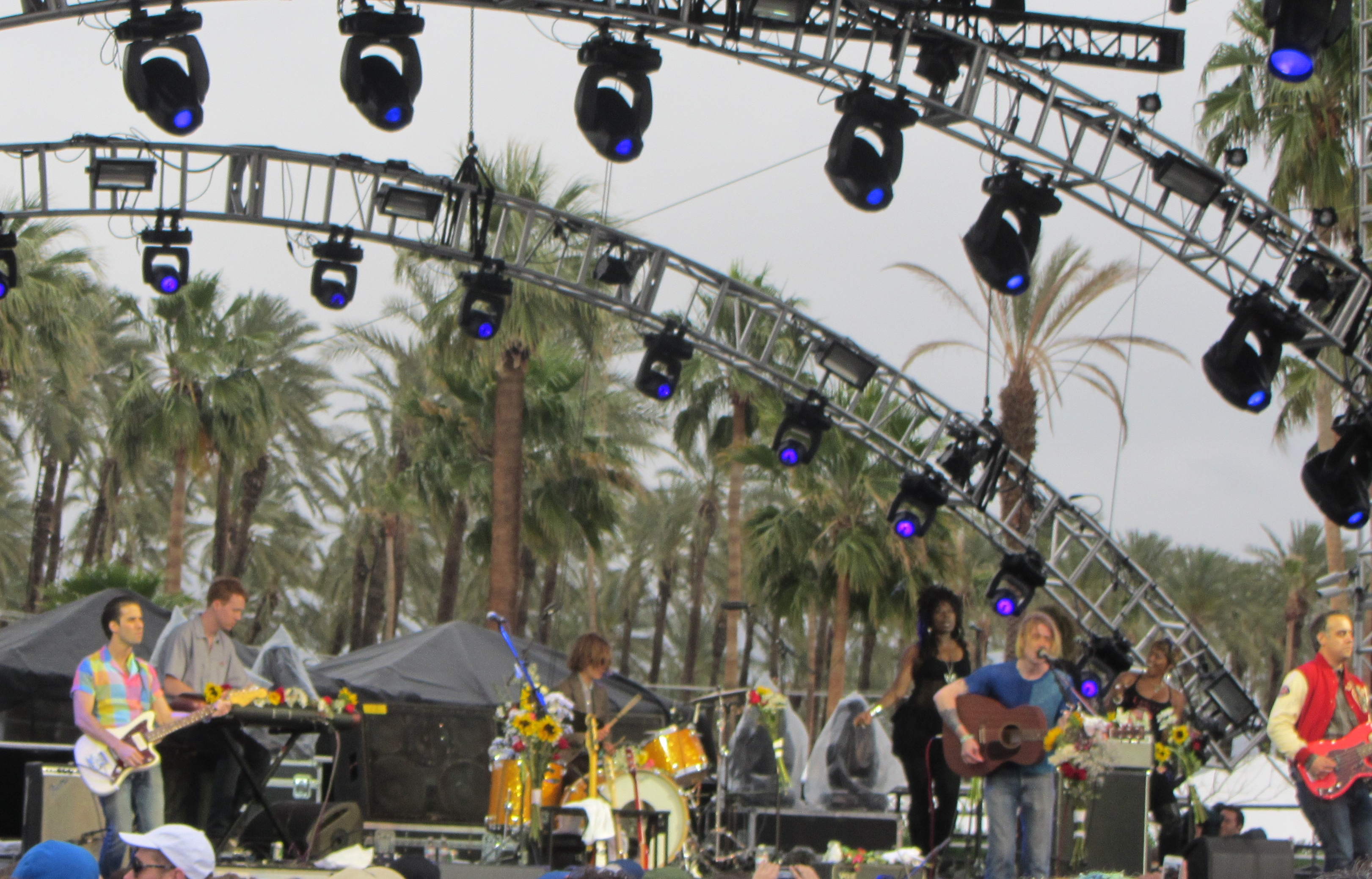
コーチェラで演奏するバンド（2012年）

幼年期をカルト教団チルドレン・オブ・ゴッド（現・ファミリー・インターナショナル）で過ごしたクリストファー・オウエンス(Christopher Owens)は、16歳で教団から逃亡しスクワット生活をしながらパンク・シーンに没頭するようになる。その後、サンフランシスコに移り住み、チェット"JR"ホワイト(Chet "JR" White)と音楽を作るようになった。
2009年、ファースト・アルバム『アルバム』をTrue Panther Soundsからリリース。インディー・シーンから高い評価を受け、音楽メディアが発表する年間ベスト・アルバムのリストにて『スピン』誌で5位、ピッチフォークで10位となった。
2010年、EP『ブロークン・ドリームズ・クラブ』をリリース。
2011年、セカンド・アルバム『ファーザー、サン、ホーリー・ゴースト』をリリース。前作を上回る高い評価を受け、海外メディアのアルバム・レビューでは軒並み高得点をたたき出した。各メディアの年間ベスト・アルバム・リストでは『スピン』誌、ピッチフォークで5位、『Paste』誌で13位、『NME』で26位となった。
2012年7月2日、クリストファー・オウエンスがツイッターで「個人的な理由でガールズから離れる」と発表し、ガールズの活動は終了した。
その後、クリストファー・オウエンスはソロ・アーティストとして活動し、チェット"JR"ホワイトは音楽プロデューサーとしてCass McCombsやTobias Jesso Jr.の作品に携わった。
2020年10月18日にチェット"JR"ホワイトが亡くなったことが報じられた。クリストファー・オウエンスはツイッターで「君がもたらしてくれたものに感謝している いつまでも誇りに思う」と追悼の意を表した。

## メンバー
- クリストファー・オウエンス (Christopher Owens)
- チェット"JR"ホワイト (Chet "JR" White)

## ディスコグラフィ

### スタジオ・アルバム
- 『アルバム』 - Album (2009年) ※全米136位
- 『ファーザー、サン、ホーリー・ゴースト』 - Father, Son, Holy Ghost (2011年) ※全米37位、全英119位

### EP
- 『ブロークン・ドリームズ・クラブ』 - Broken Dreams Club (2010年)

## 来日公演
- 2010年
  - 1月14日 東京 原宿アストロホール
- 2011年
  - 10月27日 東京 渋谷duo music exchange